# Condado de Mrągowo
Condado de Mrągowo (polaco: powiat mrągowski) é um powiat (condado) da Polónia, na voivodia de Vármia-Masúria. A sede do condado é a cidade de Mrągowo. Estende-se por uma área de 1065,23 km², com 50 196 habitantes, segundo os censos de 2005, com uma densidade 47,12 hab/km².

## Divisões admistrativas
O condado possui:
Comunas urbanas: Mrągowo
Comunas urbana-rurais: Mikołajki
Comunas rurais: Mrągowo, Piecki, Sorkwity
Cidades: Mrągowo, Mikołajki

## Demografia
População (dados de 30 de Junho de 2005):
|          | Total   | Total | Mulheres | Mulheres | Homens  | Homens |
| -------- | ------- | ----- | -------- | -------- | ------- | ------ |
|          | pessoas | %     | pessoas  | %        | pessoas | %      |
| Total    | 50 196  | 100   | 25 598   | 51       | 24 598  | 49     |
| Cidades  | 25 674  | 100   | 13 328   | 51,9     | 12 346  | 48,1   |
| Povoados | 24 522  | 100   | 12 270   | 50       | 12 252  | 50     |